# Neoitamus barsilensis
Neoitamus barsilensis är en tvåvingeart som beskrevs av Joseph och Parui 1984. Neoitamus barsilensis ingår i släktet Neoitamus och familjen rovflugor. Inga underarter finns listade i Catalogue of Life.